# Sankt Peter im Sulmtal
Sankt Peter im Sulmtal (bis 1948 Sankt Peter im Sulmthale) ist eine Gemeinde mit 1271 Einwohnern (Stand 1. Jänner 2025) im Bezirk Deutschlandsberg in der Steiermark.

## Geographie

### Lage
Die Gemeinde Sankt Peter im Sulmtal liegt im Sulmtal in der südlichen Weststeiermark, rund 8 km südlich der Bezirkshauptstadt Deutschlandsberg. Die Gemeinde wird von der Schwarzen Sulm, dem Stullneggbach und dem Leibenbach durchflossen.

### Gemeindegliederung
Das Gemeindegebiet von Sankt Peter umfasst sechs Katastralgemeinden und wird durch die Sulm in einen nördlichen und einen südlichen Teil unterteilt. Im Norden liegen von Osten nach Westen die Katastralgemeinden Wieden, Moos und Korbin. Südlich der Sulm liegen von Osten nach Westen die Katastralgemeinden Kerschbaum, Sankt Peter im Sulmtal und Freidorf im Sulmtal (Fläche Stand 31. Dezember 2023).
- Freidorf im Sulmtal (189,94 ha)
- Kerschbaum (214,81 ha)
- Korbin (122 ha)
- Moos (303,59 ha)
- St. Peter im Sulmtal (157,46 ha)
- Wieden (109,63 ha)

Die Gemeinde gliedert sich in sieben Ortschaften (in Klammern Einwohnerzahl, Stand 1. Jänner 2025):
- Freidorf (88)
- Kerschbaum (135)
- Korbin (139)
- Moos (217)
- Poppenforst (67)
- Sankt Peter im Sulmtal (542)
- Wieden (83)

### Nachbargemeinden
|                | Frauental                                   |                         |
| Bad Schwanberg | Kompassrose, die auf Nachbargemeinden zeigt | Sankt Martin im Sulmtal |
| Wies           |                                             |                         |

## Geschichte
Archäologische Grabungen in Freidorf belegen eine Besiedlung aus der Bronzezeit.
Ursprünglich war das gesamte Sulmtal im Besitz des Erzbistums Salzburg. Nach 1225 erhielt das damals von Salzburg aus neu gegründete Bistum Lavant Besitz in diesem Gebiet. 1228 wurde „St. Peter iuxta Lindenberch“ erstmals urkundlich genannt.
Am 24. Juni 1645 fiel das gesamte Dorf einem Brand zum Opfer.
Bis zum 1. Juni 1948 trug die Gemeinde den Namen Sankt Peter im Sulmthale, um sich dann in Sankt Peter im Sulmtal umzubenennen.
Von der steiermärkischen Gemeindestrukturreform, die bis 2015 die Zahl der Gemeinden im Bezirk Deutschlandsberg von 40 auf 15 verringerte, war die Gemeinde nicht betroffen, eine Zusammenlegung mit anderen Gemeinden war auch nicht geplant.

## Bevölkerung

### Bevölkerungsstruktur
Die Gemeinde hatte laut Volkszählung 2001 1.267 Einwohner. 99,1 % der Bevölkerung besaßen die österreichische Staatsbürgerschaft. Zur römisch-katholischen Kirche bekannten sich 95,5 % der Einwohner, 2,4 % waren ohne religiöses Bekenntnis.

### Bevölkerungsentwicklung
Das Bevölkerungswachstum der Gemeinde betrug zwischen 1869 und 1934 rund 10 %, was auf die Industrieansiedlungen und den Kohlenbergbau der damaligen Zeit zurückzuführen ist. Während der 1930er und 1940er Jahre sank die Bevölkerungszahl auf den ursprünglichen Wert. Seit 1951 steigt die Bevölkerung wieder kontinuierlich, sodass sich die Bevölkerungszahl zwischen 1939 und 2005 um etwa 50 % erhöht hat.

## Kultur und Sehenswürdigkeiten
- Pfarrkirche St. Peter im Sulmtal: Mit dem Campanile von Sankt Peter verfügt die Gemeinde über eine architektonische Besonderheit. Der 32 Meter hohe, freistehende Glockenturm wurde zwischen 1662 und 1664 errichtet. Eine seiner Glocken ist 1685 datiert. Möglicherweise war das Gebäude als Turm für eine später zu errichtende Kirche gedacht, die jedoch im angrenzenden Umfeld nie verwirklicht wurde.

Eine Pfarrkirche von St. Peter wurde erstmals 1244 erwähnt. Die heutige Kirche wurde nach einem Brand der Vorgängerkirche 1645 in den Jahren 1669 bis 1701 fertiggestellt, dem heiligen Petrus geweiht und mit einer Rokoko-Ausstattung versehen. In der Kirche befinden sich ein nach Vorlagen des Grazer Künstlers Erwin Huber geschaffenes Bronzetor (in Anlehnung an eines der Tore des Petersdomes in Rom) sowie ein Taufbecken, welches ebenfalls nach Vorlagen dieses Künstlers geschaffen wurde.
- Seit 1980 verfügt die Gemeinde auch über ein Heimatmuseum, das im ehemaligen Pressgebäude des Pfarrhofes (Kellerstöckl, um 1779) eingerichtet wurde.[8] Die Gemeinde stellt in diesem Museum die Vergangenheit und die Tätigkeiten der Vereine, der Pfarre und der Gemeinde dar. Weitere Themenfelder sind das Brauchtum, die Geschichte des Kohlenbergbaues und bedeutende Ereignisse in der Gemeinde.

- Weiters verfügt die Gemeinde über einen Naturlehrpfad.
- Im Rahmen des europäischen Wettbewerbes Entente Florale Europe wurde Sankt Peter im Sulmtal 2000 mit einer Silbermedaille in der Kategorie Dorf ausgezeichnet.[9]

## Wirtschaft und Infrastruktur

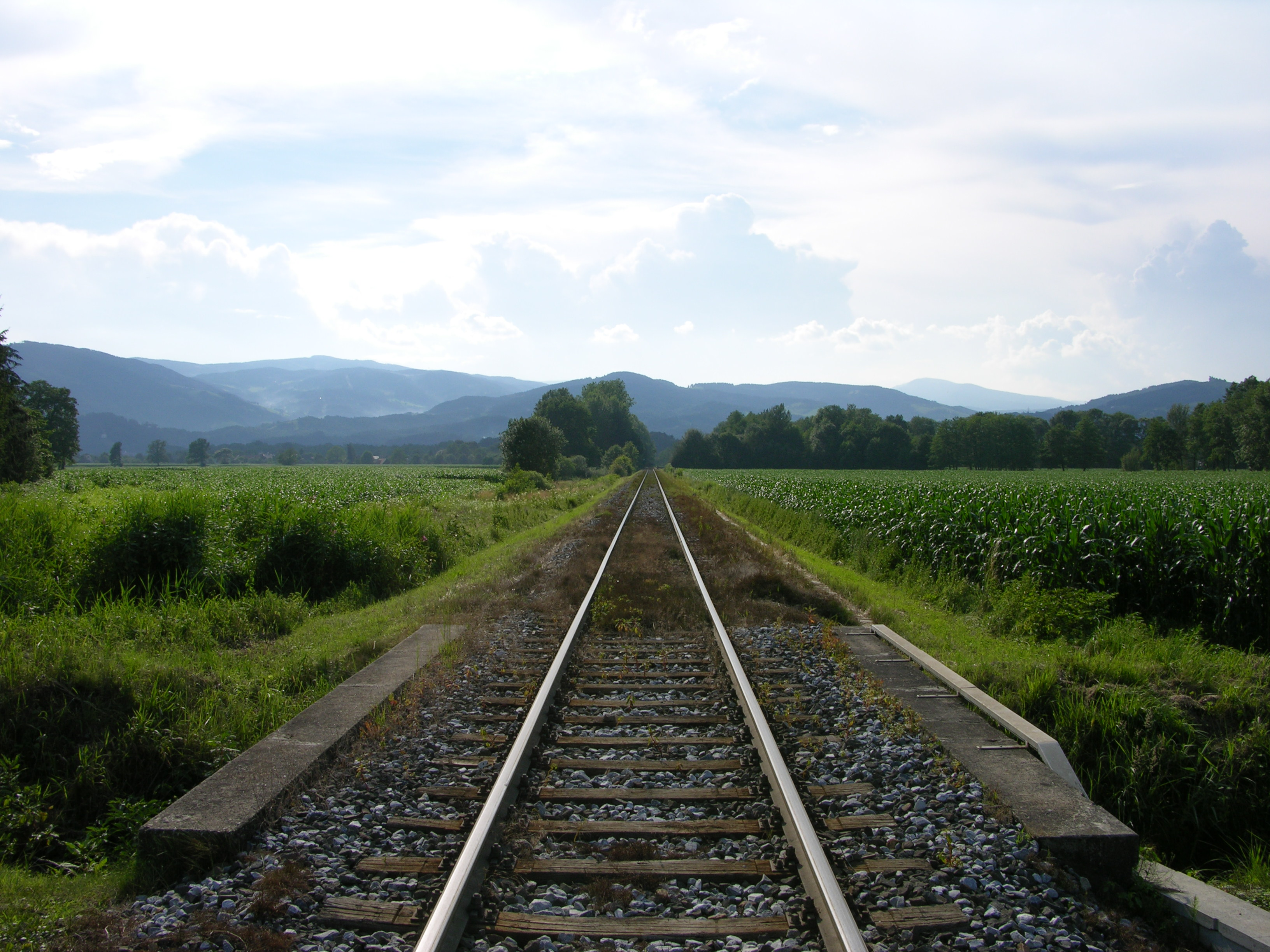
Die weststeirische Landschaft entlang der GKB-Bahnstrecke in Sankt Peter im Sulmtal (2006)

Laut Arbeitsstättenzählung 2001 gab es 44 Arbeitsstätten mit 334 Beschäftigten in der Gemeinde sowie 397 Auspendler und 229 Einpendler. Wichtigste Branche ist die Sachgütererzeugung. Es gab 86 land- und forstwirtschaftliche Betriebe (davon 22 im Haupterwerb), die zusammen 943 ha bewirtschafteten (1999).
Sankt Peter im Sulmtal liegt an der Wieserbahn, die seit Dezember 2007 Teil des steirischen Schnellbahnnetzes ist (Linie S 6).
Die Gemeinde bildet gemeinsam mit St. Martin im Sulmtal und Bad Schwanberg den Tourismusverband „Sulmtal-Koralm“. Dessen Sitz ist in Schwanberg.

## Politik

### Gemeinderat
Der Gemeinderat hat 15 Mitglieder.
- Nach den Gemeinderatswahlen in der Steiermark 2005 hatte der Gemeinderat folgende Verteilung: 11 ÖVP, 3 SPÖ und 1 Namensliste Wieser Karl.[11]
- Nach den Gemeinderatswahlen in der Steiermark 2010 hatte der Gemeinderat folgende Verteilung: 11 ÖVP, 2 BZÖ und 2 SPÖ.[12]
- Nach den Gemeinderatswahlen in der Steiermark 2015 hatte der Gemeinderat folgende Verteilung: 12 ÖVP, 2 SPÖ und 1 Sankt Peter Miteinander.[13]
- Nach den Gemeinderatswahlen in der Steiermark 2020 hat der Gemeinderat folgende Verteilung: 11 ÖVP und 4 SPÖ.[14]

### Bürgermeister
- 1959–1970 Franz Koinegg (ÖVP)[15]
- 1970–2003 Karl Pommer (ÖVP)[16]
- 2003–2013 Alois Painsi (ÖVP)[17]
- seit 2013 Maria Skazel (ÖVP)[18]

### Wappen
Das Gemeindewappen wurde mit der Wirkung vom 1. Juni 1955 von der Steiermärkischen Landesregierung verliehen.
Blasonierung:
„Ein von Silber über Grün geteilter Schild. Im oberen Felde ein auf der Teilungslinie stehender schwarzer Hahn, im untern Felde zwei gekreuzte goldene Schlüssel mit nach oben und auswärts gekehrten Bärten.“

## Persönlichkeiten

### Ehrenbürger der Gemeinde
- 1998: Alois Korp, Gemeinderat
- 2003: Karl Pommer (1940–2017), Bürgermeister (1970–2003)
- 2005: August Plank, Vizebürgermeister
- 2009: Dorothea Fürnschuß, Gemeinderätin
- 2012: Franz Ehgartner (* 1952), Pfarrer
- 2013: Alfred Lohr, Arzt
- 2014: Alois Painsi, Bürgermeister (2003–2013)
- 2017: Anton Strametz, Vizebürgermeister (2003–2016)
- 2020: Johannes Pommer, Gemeindekassier (bis 2020)

### Söhne und Töchter der Gemeinde
- Rosa Dworschak (1896–1990), Sozialarbeiterin und Psychoanalytikerin
- Evelyn Fauth (* 1976), Tennisspielerin

### Mit der Gemeinde verbundene Persönlichkeiten
- Hans Maria Fuchs (1874–1933), Arzt und Heimatforscher

## Historische Landkarten

Sankt Peter im Sulmtal und seine Umgebung von ca. 1789 bis 1910
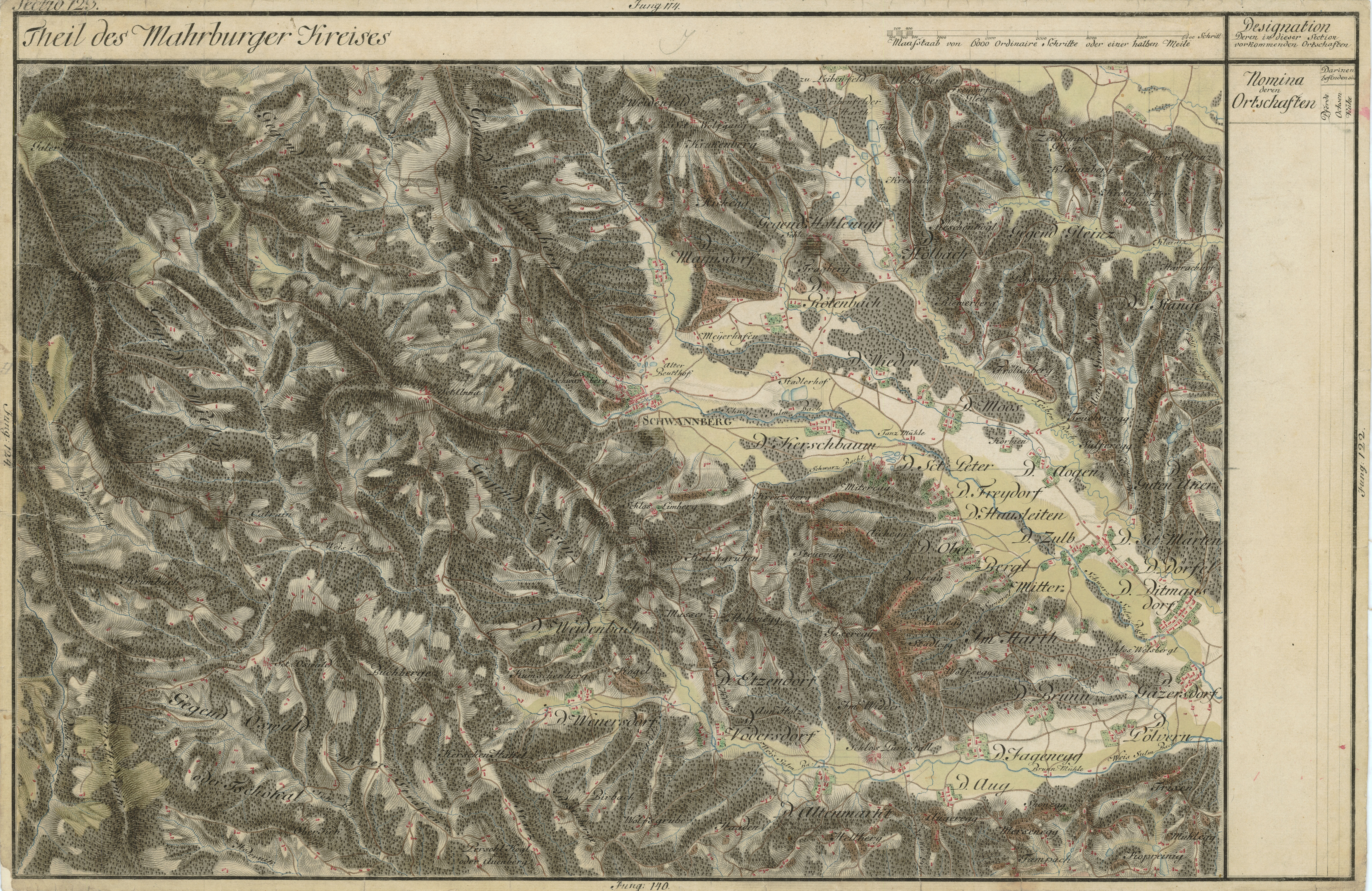
St. Peter in der Josephinischen Landesaufnahme, um 1790
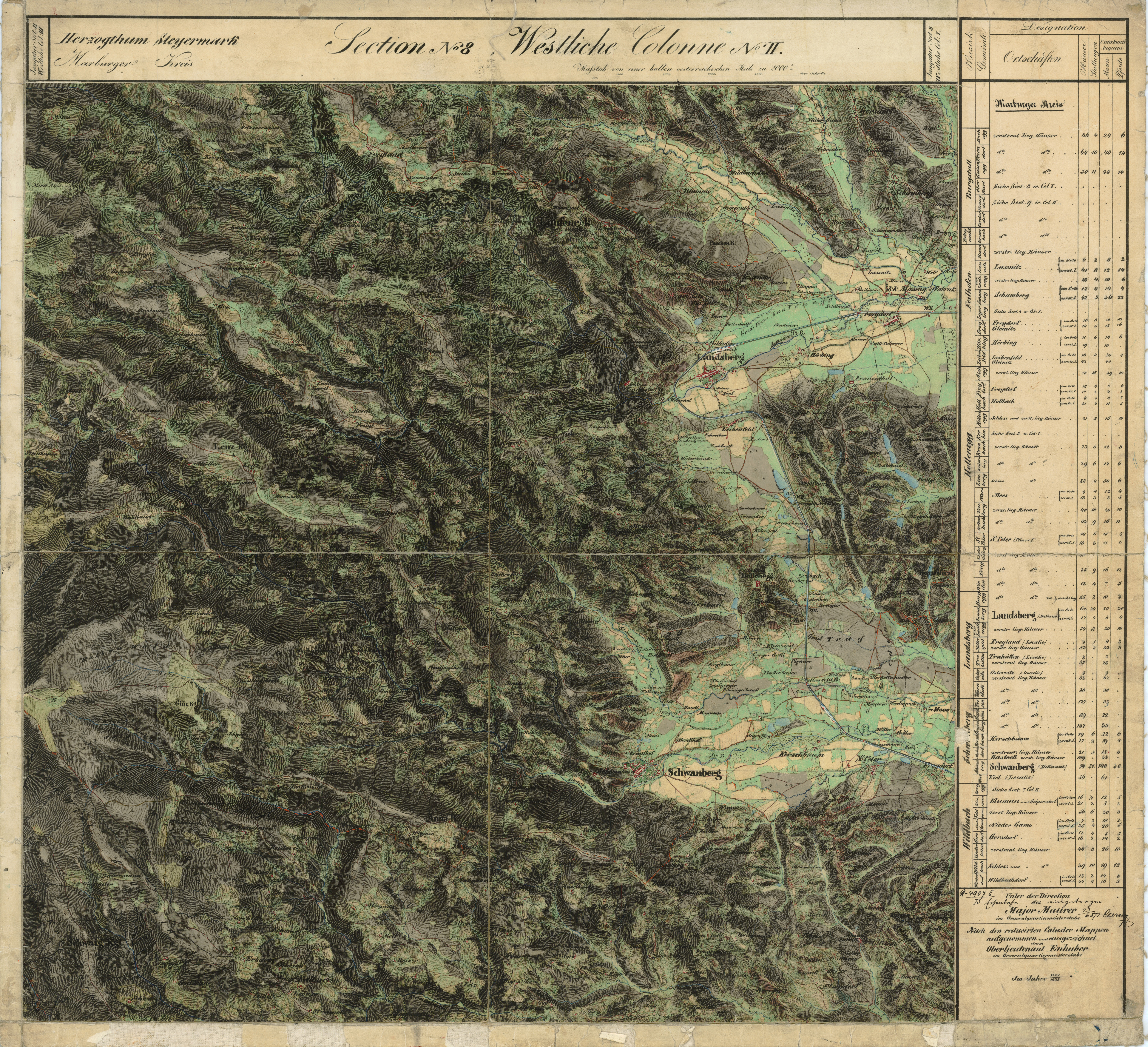
Franziszeische Landesaufnahme, ca. 1835
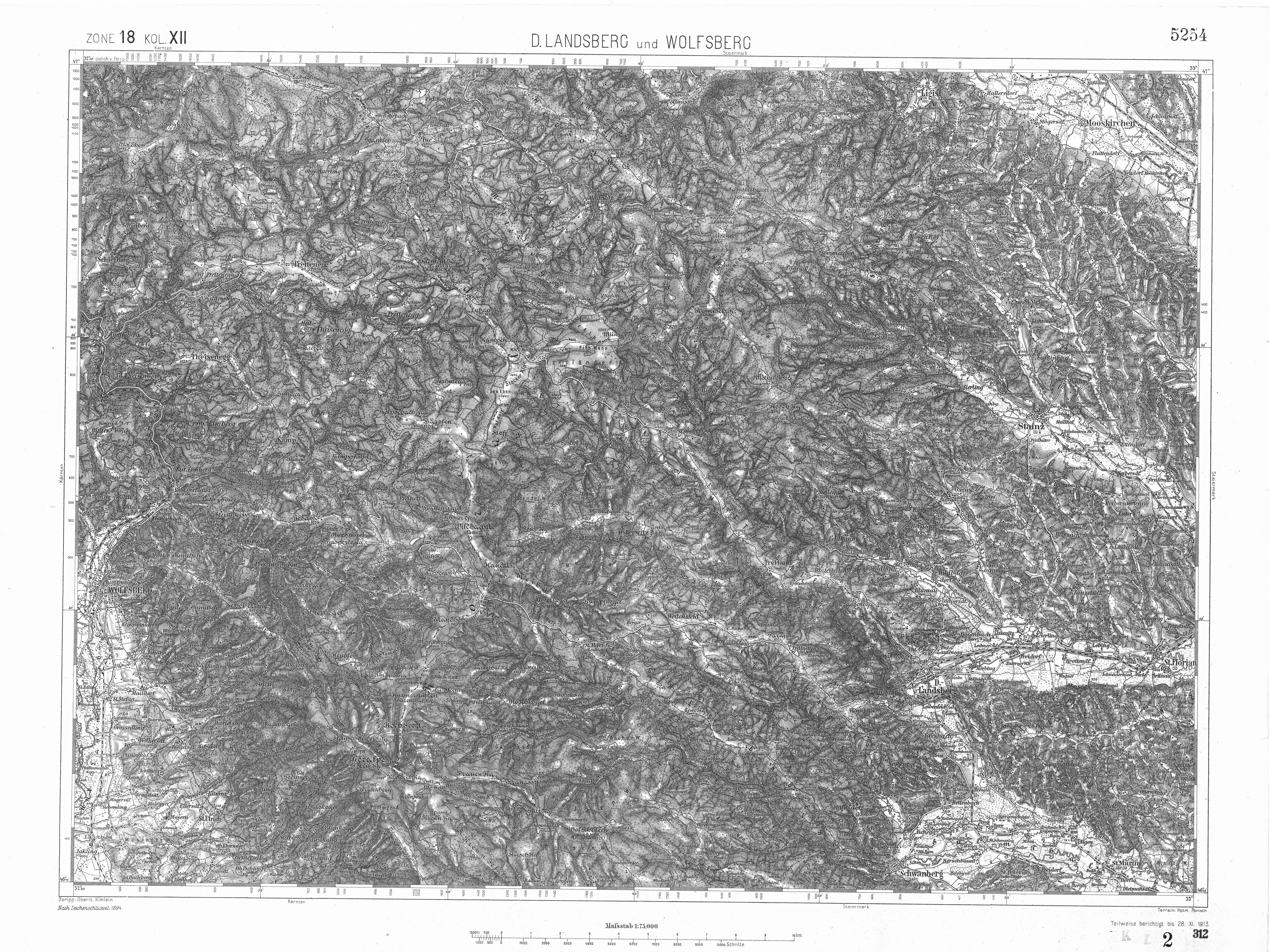
Der Norden von St. Peter in der Spezialkarte 1:75.000, ca. 1910
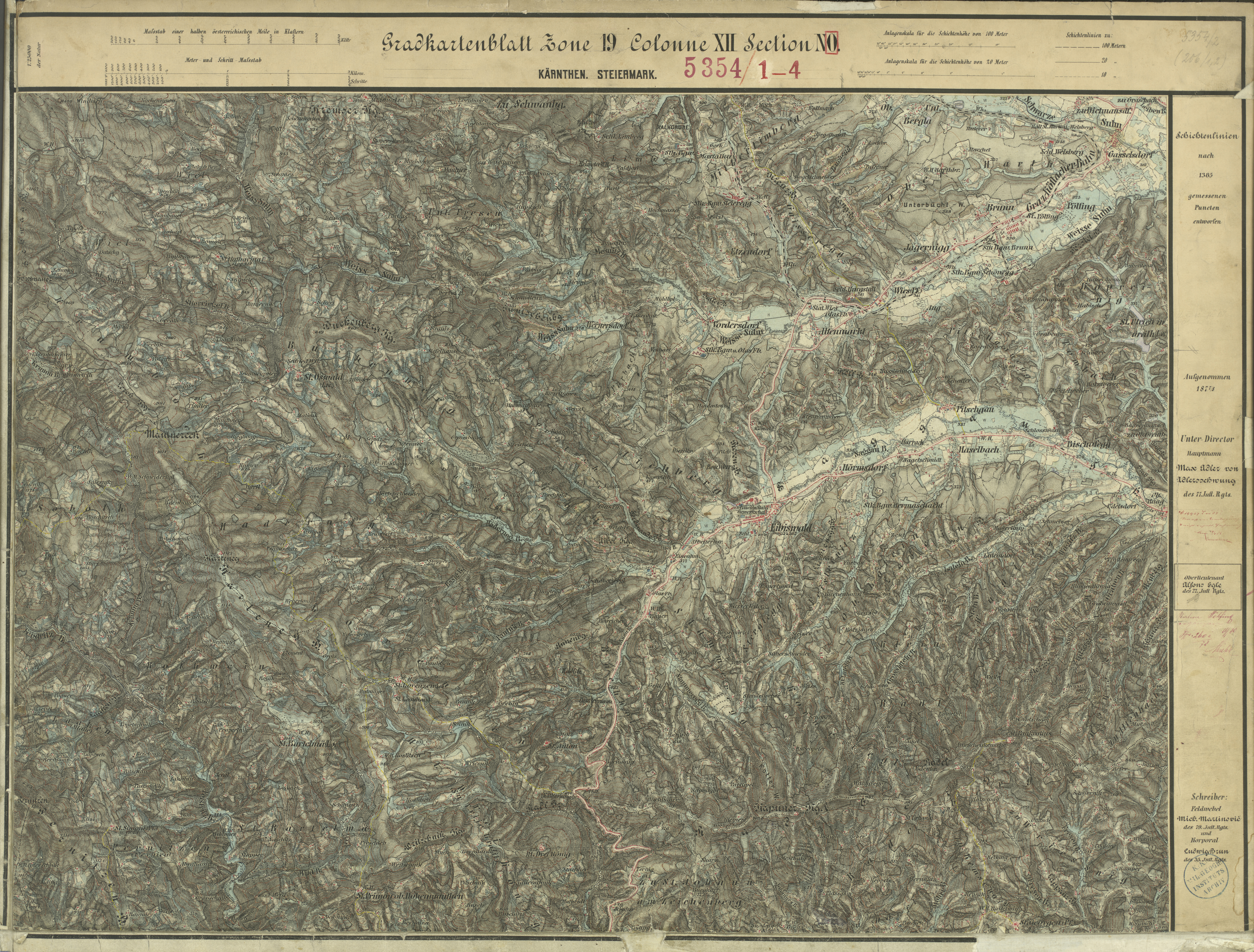
Der Süden von St. Peter im Aufnahmeblatt 1:25.000 um 1878
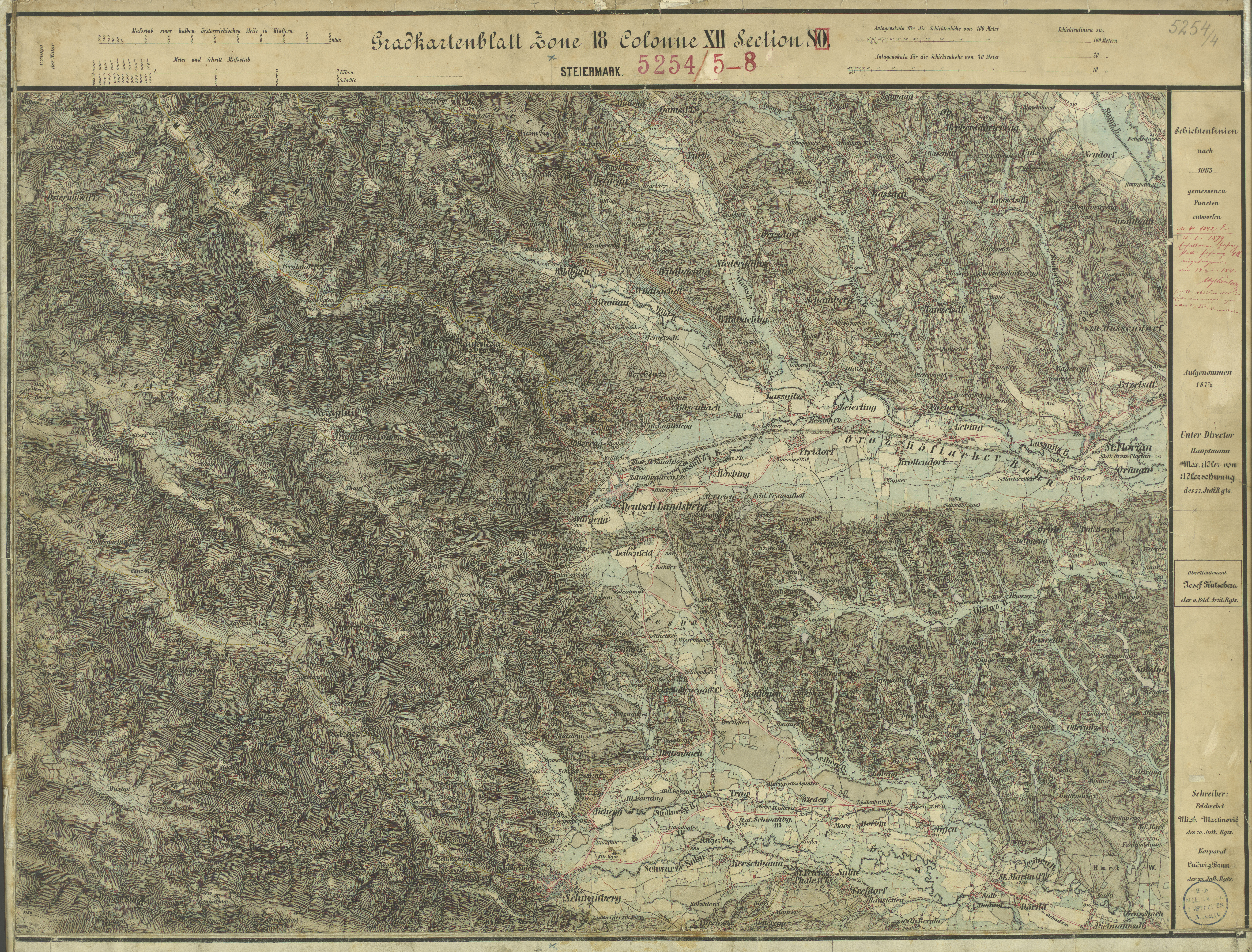
St. Peter im Sulm-Thale, um 1878